# Ежовица
Ежовица је лева притока Нишаве у коју се улива на 148-ом речном километру, на надморској висини од 485 метара, код села Драгоиле у Републици  Бугарској.

## Географске одлике

### Извор
Најдужи ток изворишног дела слива Ежовице извире на 749 m н.в. код села Драгоила, где је речна долина јако проширена и благих страна.
Река тече на исток ка Драгоману, али убрзо нагло скреће ка северу и пробија се клисурастом долином измећу шумовитих узвишења са релативном висином до 200 метара изнад речног корита. Након што прими  најзначајнију притоку Летнишку река, скреће ка истоку-североистоку, да би пре самог ушћа у Нишаву њен ток скренуо ка северу.

### Слив
Изузев самог изворишног дела и непосредно пре ушћа речна долина Ежовице је уска и стрмих страна. Просечан пад речног корита је 20,31 m/km, док је густина речне мреже мања од просека за Нишаву и износи 1,1 km/km².
Притоке
Притоке Ежовице  су јако бројне,  углавном дубоко усечене, са доста великим падовима речних корита али  кратке због малог пространства слива. Са своје десне стране Ежовицас прима своју  највећу притоку Летнишку реку, а са своје леве старене реку Широки дол.

### Геоморфологија
Терен слива Ежовице највећим делом је изграђен од пешчара и песковитих кречњака, пред ушће заједно са Нишавом формира алувијалну раван, док се у горњем току јављају и масивни кречњаци са коралима Сливнишке групе.

### Вегетација
У горњем делу слива, у сливу Летничке реке и на самом ушћу у Нишаву доминирају пољопривредна подручја и обрадиво земљиште, док је у средњем току најзаступљеније шумско пространство.